# Angelsaksisk (sprog)
Angelsaksisk eller oldengelsk (ISO 639-3 kode: ang) er den tidligste form af engelsk. Det blev talt ca. 450-1150 i det nuværende England og Skotland, hvorefter det blev middelengelsk.
Angelsaksisk er et vestgermansk sprog og er nært beslægtet med frisisk, nederlandsk og tysk, da det blev bragt til de britiske øer  i det femte århundrede e.Kr. af angelsakserne, da de erobrede den romerske provins Britannien (England). De rejste fra det nordlige Slesvig-Holsten,  Angel og området mellem Flensborg Fjord og Slien. De nordiske sprog øvede også betydelig indflydelse i vikingetiden med låneord. 
Oldengelsk er et traditionelt germansk sprog med tre grammatiske køn og fire kasus som tysk, islandsk og færøsk.
Det mest kendte oldengelske værk er Beovulf-kvadet. Her er indledningen:
| Linje | Original                              | Oversættelse                                  |
| ----- | ------------------------------------- | --------------------------------------------- |
| [1]   | Hwæt! wē Gār-Dena in geār-dagum,      | Hvad! Vi om Spyd-Daner i forgangne dage       |
| [2]   | þeod-cyninga, þrym gefrunon,          | om folke-kongernes om ry har hørt,            |
| [3]   | hu ða æþelingas ellen fremedon.       | hvordan disse ædlinge stordåd gjorde.         |
| [4]   | Oft Scyld Scefing sceaþena þreatum,   | Ofte Skjold skibskonge(søn) fra fjenders hær, |
| [5]   | monegum mægþum, meodosetla ofteah,    | fra mange stammer, mjød-bænkene tog,          |
| [6]   | egsode eorlas. Syððan ærest wearð     | skræmte jarler, siden [han] først blev        |
| [7]   | feasceaft funden, he þæs frofre gebad | fattig fundet; han fik trøst for det.         |
| [8]   | weox under wolcnum, weorðmyndum þah,  | Han voksede under skyerne, gik frem i ære,    |
| [9]   | oðþæt him æghwylc þara ymbsittendra   | indtil ham enhver af de omliggende stammer    |
| [10]  | ofer hronrade hyran scolde,           | over hval-vejen [dvs. havet] høre skulle [og] |
| [11]  | gomban gyldan. Þæt wæs god cyning!    | skat gælde. Det var en god konge!             |